# 関西テレビ青少年育成事業団
公益財団法人関西テレビ青少年育成事業団（こうえきざいだんほうじん かんさいテレビせいしょうねんいくせいじぎょうだん、英: Kansaitelevision Foundation For Youth Development）は、関西テレビ放送の開局20周年記念事業の一環として、1978年4月30日に文部省（現：文部科学省）の認可を受けて設立された財団法人。
2011年11月22日に公益財団法人に移行した。

## 概要
近畿地方2府4県（滋賀県・京都府・大阪府・兵庫県・奈良県・和歌山県）在住の青少年が自然と文化に親しみながら、教養の向上を図るための事業活動を行い、青少年の健全育成に取り組んでいる。
日本の民間放送事業者でこのような団体を置いているのは関西テレビ放送のみである。
関西テレビでは『国分太一のお気楽さんぽ - Happy Go Lucky -』（以前は『国分太一のおさんぽジャパン』）放送直前の平日午前11時24分頃（かつては『FNNスピーク』（現・『FNNプライムニュース デイズ』）放送直前の平日午前11時29分30秒頃）に当団体のCMを放送している。

## 活動内容
- 野外キャンプ
- 遠足
- コンサート
- 弁論大会 など